# Matthias Proske
Matthias Proske ist ein deutscher Erziehungswissenschaftler und Hochschullehrer.

## Leben
Proske studierte Erziehungswissenschaften, Philosophie und Katholische Theologie an der Goethe-Universität Frankfurt am Main, an der Philosophisch-Theologischen Hochschule St. Georgen und an der Universidad Centroamericana “José Simeón Cañas” in San Salvador. Im Jahr 2000 promovierte Proske an der Goethe-Universität mit einer Dissertation zum Thema „Pädagogik und Dritte Welt. Eine Fallstudie zur Pädagogisierung sozialer Probleme“. In den Jahren 2000–2007 war Proske als wissenschaftlicher Mitarbeiter am Institut für Allgemeine Erziehungswissenschaften der Goethe-Universität tätig. Im Jahr 2007 erfolgte die Habilitation mit einer Schrift mit dem Titel „Über den Umgang mit Kontingenz. Unterrichtsforschung im erziehungswissenschaftlichen Vergleich“; Proske erhielt die venia legendi für Erziehungswissenschaften. Daraufhin übernahm er Lehrstuhlvertretungen an den Universitäten in Mainz und Köln. In den Jahren 2008–2009 war Proske Referent für pädagogische Grundsatzfragen beim Bistum Mainz. Seit September 2009 ist Proske Professor für Schulforschung mit dem Schwerpunkt Unterrichtstheorien und Schulsystem an der Universität zu Köln. Im Jahr 2015 war er Fellow im Rahmen des Exzellenzprogramms am Institut für Erziehungswissenschaften der TU Dresden. Einen 2016 ergangenen Ruf auf die W3-Professur für Allgemeine Didaktik und Theorie der Schule an der Universität Bonn lehnte Proske ab. Proske ist seit 2012 leitender Herausgeber der Zeitschrift für Interpretative Schul- und Unterrichtsforschung.

## Schriften (Auswahl)
- Pädagogik und Dritte Welt. Eine Fallstudie zur Pädagogisierung sozialer Probleme, (Zugl.: Frankfurt (Main), Univ., Diss. 2000), Fachbereich Erziehungswissenschaft der Johann-Wolfgang-Goethe-Universität, Frankfurt am Main 2001, ISBN 978-3-9806569-5-5.
- mit Wolfgang Meseth und Frank-Olaf Radtke (Hrsg.): Schule und Nationalsozialismus. Anspruch und Grenzen des Geschichtsunterrichts., Campus, Frankfurt am Main 2004, ISBN 978-3-593-37617-2.
- mit Wolfgang Meseth und Frank-Olaf Radtke (Hrsg.): Unterrichtstheorien in Forschung und Lehre, Klinkhardt, Bad Heilbrunn 2011, ISBN 978-3-7815-1836-0.
- mit Wolfgang Meseth (Hrsg.): Holocaust Education als Gegenstand international-vergleichender Erziehungswissenschaft, Waxmann, Münster/New York/München/Berlin 2013.
- Unterricht. Eine Einführung, Springer, Wiesbaden 2022, ISBN 978-3-658-23437-9.